# Eleocharis paradoxa
Eleocharis paradoxa là loài thực vật có hoa trong họ Cói. Loài này được Y.D.Chen mô tả khoa học đầu tiên năm 1987.